# Viviers-sur-Artaut
Viviers-sur-Artaut is een gemeente in het Franse departement Aube (regio Grand Est) en telt 109 inwoners (2009). De plaats maakt deel uit van het arrondissement Troyes.

## Geografie
De oppervlakte van Viviers-sur-Artaut bedraagt 6,0 km², de bevolkingsdichtheid is dus 18,2 inwoners per km².
De gemeente telt 4 champagne-boeren. Nogal wat inwoners van Viviers zijn van Portugese origine.
De oorzaak hiervan is dat na WO 1 de oorspronkelijke beroepsbevolking in aantal sterk was teruggelopen.
Wijnbouwers afkomstig uit Portugal hebben in die jaren de wijncultuur weer opgebouwd.
De onderstaande kaart toont de ligging van Viviers-sur-Artaut met de belangrijkste infrastructuur en aangrenzende gemeenten.

## Demografie
Onderstaande figuur toont het verloop van het inwonertal (bron: INSEE-tellingen).

Vanwege een beveiligingsprobleem met de MediaWiki Graph-software is het momenteel niet mogelijk deze grafiek weer te geven. Zodra de software is bijgewerkt zal de grafiek vanzelf weer zichtbaar worden.